# Manuel Garrido Barbosa
Manuel Garrido Barbosa (18 de diciembre de 1988) es un deportista español que compite en piragüismo en la modalidad de maratón.
Ganó cuatro medallas en el Campeonato Mundial de Piragüismo en Maratón entre los años 2017 y 2023, y cuatro medallas en el Campeonato Europeo de Piragüismo en Maratón entre los años 2013 y 2023.

## Palmarés internacional
| Campeonato Mundial | Campeonato Mundial           | Campeonato Mundial | Campeonato Mundial |
| Año                | Lugar                        | Medalla            | Competición        |
| ------------------ | ---------------------------- | ------------------ | ------------------ |
| 2017               | Pietermaritzburg (Sudáfrica) | Medalla de plata   | C1                 |
| 2018               | Vila Verde (Portugal)        | Medalla de plata   | C1                 |
| 2022               | Ponte de Lima (Portugal)     | Medalla de oro     | C1                 |
| 2023               | Vejen (Dinamarca)            | Medalla de bronce  | C1                 |
| Campeonato Europeo |                              |                    |                    |
| Año                | Lugar                        | Medalla            | Competición        |
| 2013               | Vila Verde (Portugal)        | Medalla de plata   | C1                 |
| 2017               | Ponte de Lima (Portugal)     | Medalla de bronce  | C1                 |
| 2022               | Silkeborg (Dinamarca)        | Medalla de plata   | C1                 |
| 2023               | Slavonski Brod (Croacia)     | Medalla de oro     | C1                 |